# Condado de Odiel
El condado de Odiel es un título nobiliario español creado por el rey Alfonso XIII el 25 de julio de 1933, a favor de María de la Asunción Solange de Messía y de Lesseps, hija del XII conde de Mora y casada con José Eugenio de Baviera y Borbón, infante de España. Otros autores afirman que el rey Alfonso XIII, en ese año ya exiliado, concedió el título al infante José Eugenio y no a su esposa. Si ese fue el caso, Asunción Solange de Messía y de Lesseps, pudo utilizar el título iure uxoris
 personalmente, «pero no sus hijos y descendientes», aunque en la obra Quien es Quien en España, 1966, figura María Cristina de Baviera y Messía como condesa de Odiel.
Su nombre se refiere al río Odiel, en Andalucía.

## Condes de Odiel
- María de la Asunción Solange de Messía y de Lesseps (Londres, 30 de noviembre de 1911-Madrid, 30 de noviembre de 2005), I condesa de Odiel.

Casó con José Eugenio de Baviera y Borbón.
- María Cristina de Baviera y Messía (m. Madrid, 7 de julio de 2014),[5] II condesa de Odiel.

Casada en julio de 1967 con Juan Manuel de Urquijo y de Novales.